# Zeria persephone
Zeria persephone es una especie de arácnido  del orden Solifugae de la familia Solpugidae.

## Distribución geográfica
Se encuentra en Argelia y Marruecos.